# Blüchereiche in Ratekau
Als Blüchereiche wird eine – 1998 abgestorbene – Stieleiche in / bei Ratekau (an der Landesstraße 309) in Schleswig-Holstein bezeichnet, die als Naturdenkmal geschützt ist.
Unter der Eiche haben sich der preußische Generalfeldmarschall Blücher und der französische Marschall Bernadotte (der spätere König von Schweden) nach der Unterzeichnung der Kapitulationsurkunde (siehe Schlacht bei Lübeck) im Ratekauer Pastorat am 7. November 1806 getroffen. Dort marschierten die preußischen Soldaten an den französischen Truppen vorbei, legten die Waffen ab und gingen in Gefangenschaft.
An das Ereignis erinnern
- ein durch einen Schwartauer Bürger 1856 an der Eiche aufgestellter Gedenkstein mit der Inschrift „Blücher 6./7. November 1806“.
- ein in den 1970er Jahren aufgestellter Gedenkstein der die Lebensdaten (1742–1819) und ein Relief von Generalfeldmarschall Blücher zeigt.

Neben der abgestorbenen Eiche ist eine neue Eiche gepflanzt worden. Die Blüchereiche findet sich im Wappen der Gemeinde Ratekau.

Die Blüchereiche
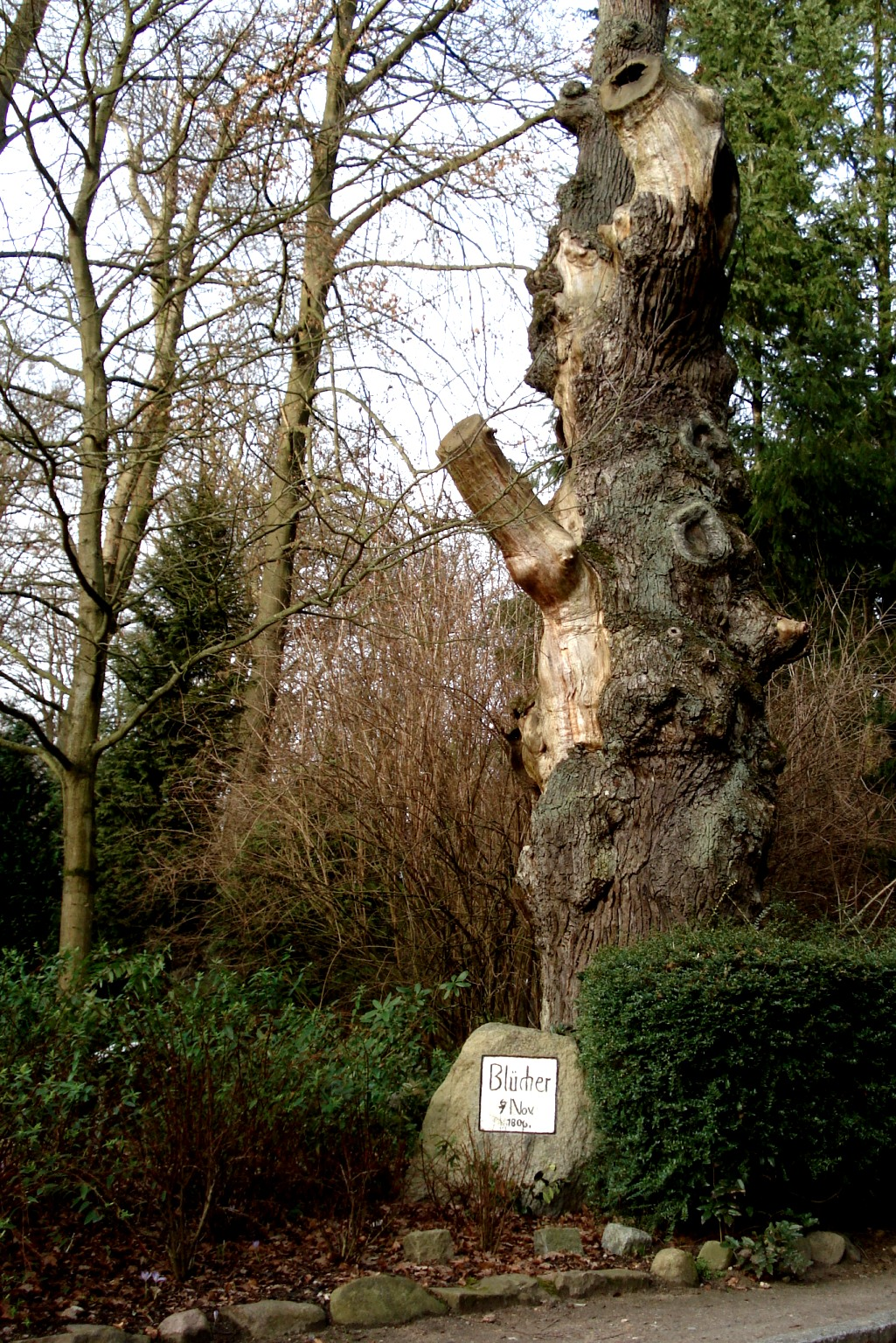
Die (abgestorbene) Blüchereiche (mit Gedenkstein) bei Ratekau – links die Neupflanzung
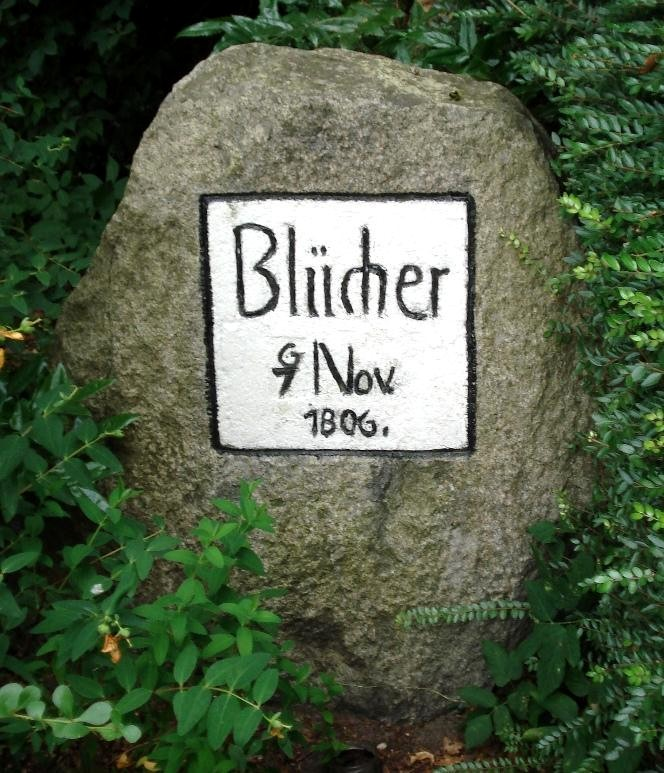
Gedenkstein an der Blüchereiche (von 1856)
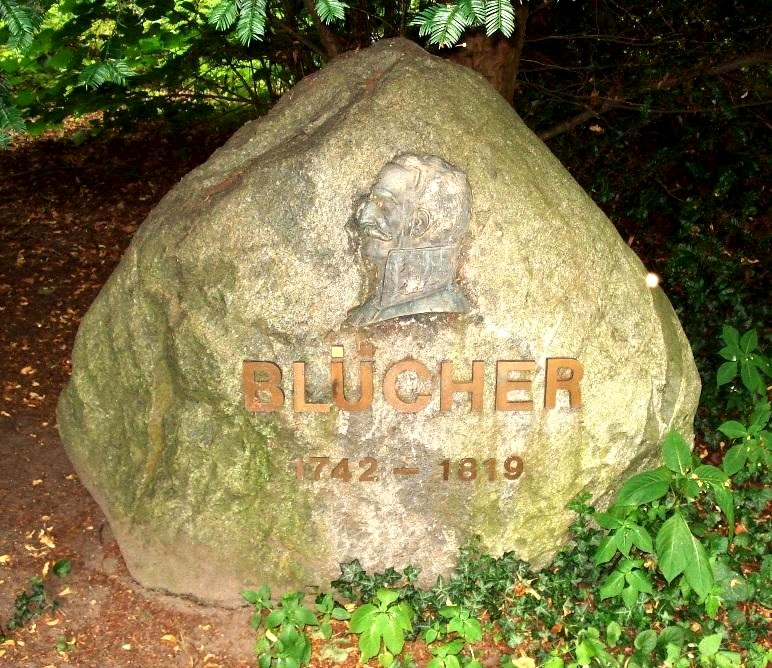
Gedenkstein an der Blüchereiche (aus den 1970er Jahren)
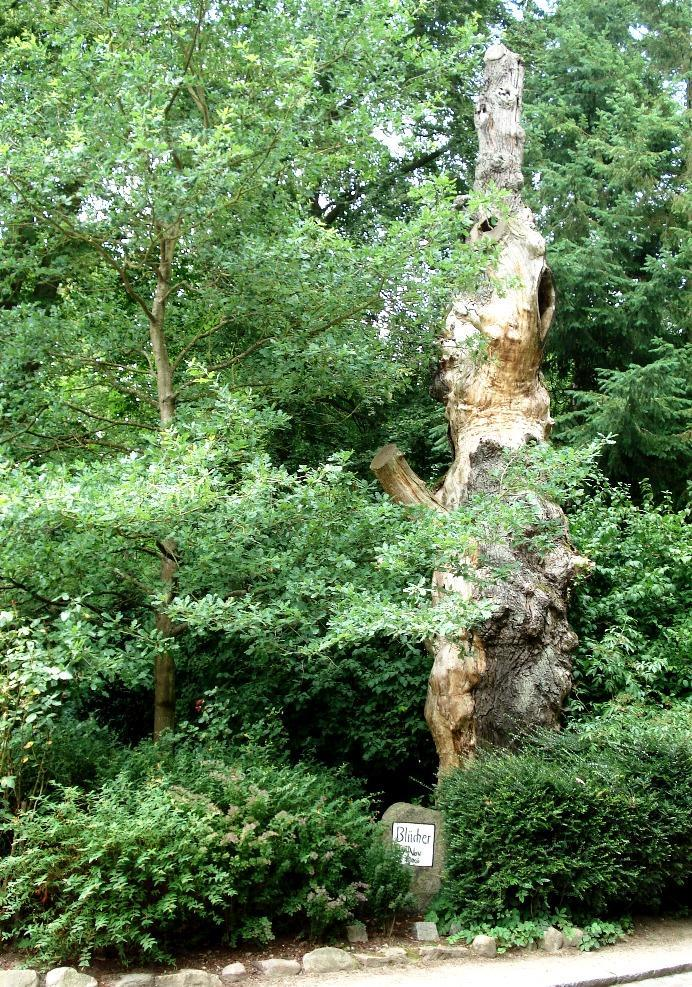
Die Blüchereiche (im Sommer)